# Kłymasziwka (mijanka)
Kłymasziwka (ukr. Климашівка) – mijanka i przystanek kolejowy w pobliżu miejscowości Kłymasziwka, w rejonie chmielnickim, w obwodzie chmielnickim, na Ukrainie. Położona jest na linii Szepetówka – Chmielnicki.
Dawniej stacja kolejowa. Istniała w okresie międzywojennym.

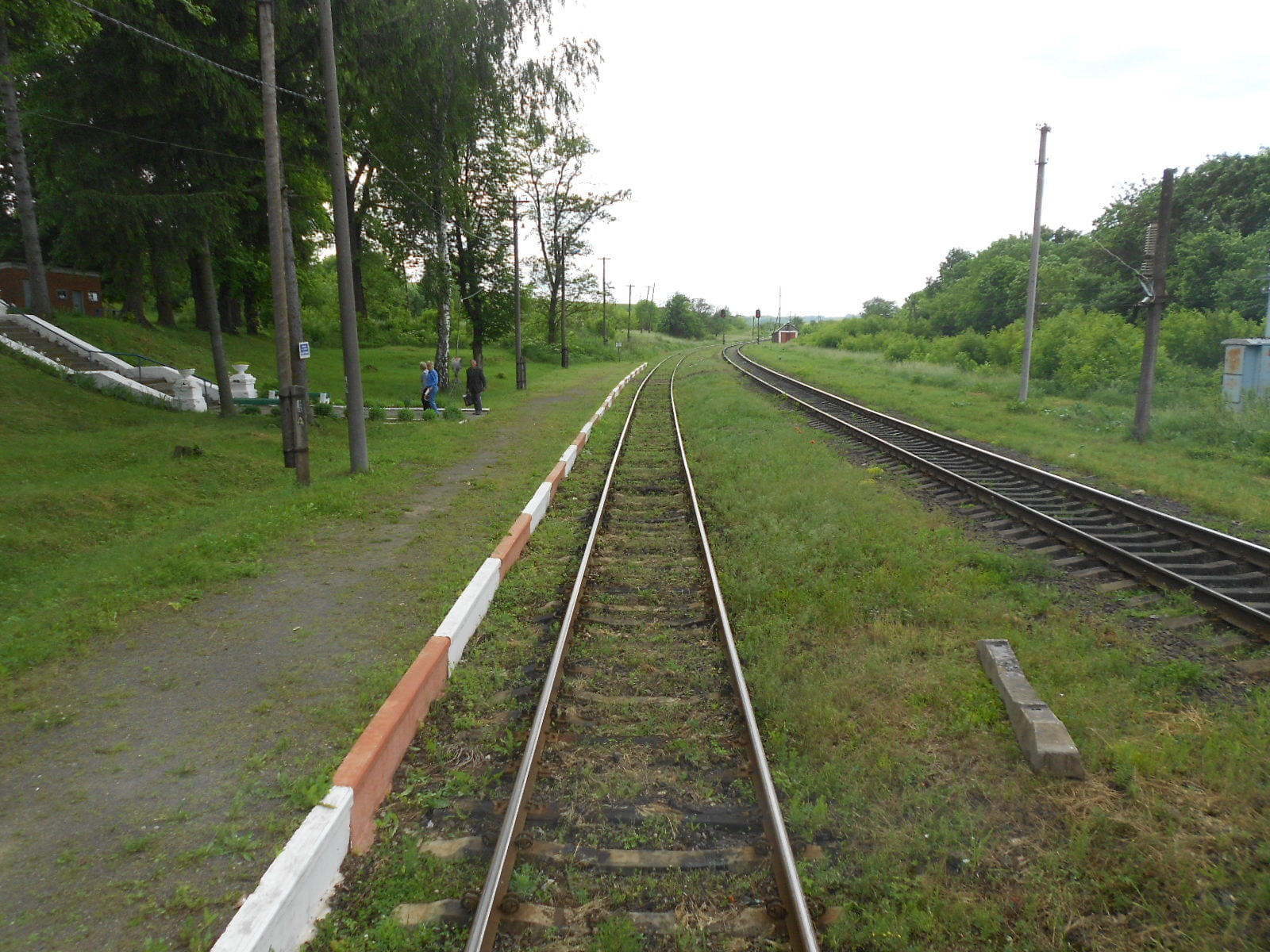
widok w stronę Greczan